# Euphorbia charleswilsoniana
Euphorbia charleswilsoniana är en törelväxtart som beskrevs av V.Vlk. Euphorbia charleswilsoniana ingår i släktet törlar, och familjen törelväxter.
Artens utbredningsområde är Etiopien. Inga underarter finns listade i Catalogue of Life.